# Public Relations Global Network
Das Public Relations Global Network (PRGN) gehört laut dem Fachmagazin O'Dwyer's zu den weltweit vier größten PR-Netzwerken, die aus unabhängigen Agenturen bestehen. PRGN setzt sich aus mehr als 50 kooperierenden Agenturen zusammen, die 80 globale Märkte abdecken und zusammen mehr als 1.000 Kunden betreuen. Das Netzwerk wurde 1992 in Phoenix, Arizona (USA) gegründet, und ist seit 2003 im US-Bundesstaat Delaware registriert.

## Geschichte
- 1992: Gründung als „The Phoenix Network“ (nur US-Mitglieder) in Phoenix, Arizona
- 2001/2: Die ersten europäischen Mitglieder aus Frankreich, Deutschland und dem Vereinigten Königreich treten bei
- 2002: Neuer Name „Public Relations Global Network“ (PRGN)
- 2004: Ausweitung nach Australien
- 2005: Erste Agentur aus Zentralamerika (Mexiko) tritt bei
- 2007: Afrika (Südafrika) und Südamerika (Brasilien) kommen hinzu
- 2008: Der erste asiatische Partner aus Singapur tritt bei
- 2015: Rund 50 Mitglieder auf allen Kontinenten[4][2]
- 2020: Erste virtuelle Konferenz, 51 Mitglieder[5]

## Führung
Das Public Relations Global Network besteht aus unabhängigen, inhabergeführten Unternehmen und verfügt über keine Zentrale. Jedes Jahr wählt das Netzwerk einen neuen Präsidenten. Aktuell (bis Mai 2021) ist dies Robert Bauer von der Agentur accelent communications in Wien. Ihm wird 2021 Alexandra Dinita von der Bukarester Agentur Free Communications folgen. Die operativen Geschäfte führt Gabor Jelinek als Executive Director.